# Tricyphona cervina
Tricyphona (Tricyphona) cervina là một loài ruồi trong họ Pediciidae. Chúng phân bố ở vùng sinh thái Nearctic.